# Colomiers
Colomiers é uma comuna francesa do departamento de Alta Garona. Sua população, segundo o censo de 2014, era de 38 541 habitantes.

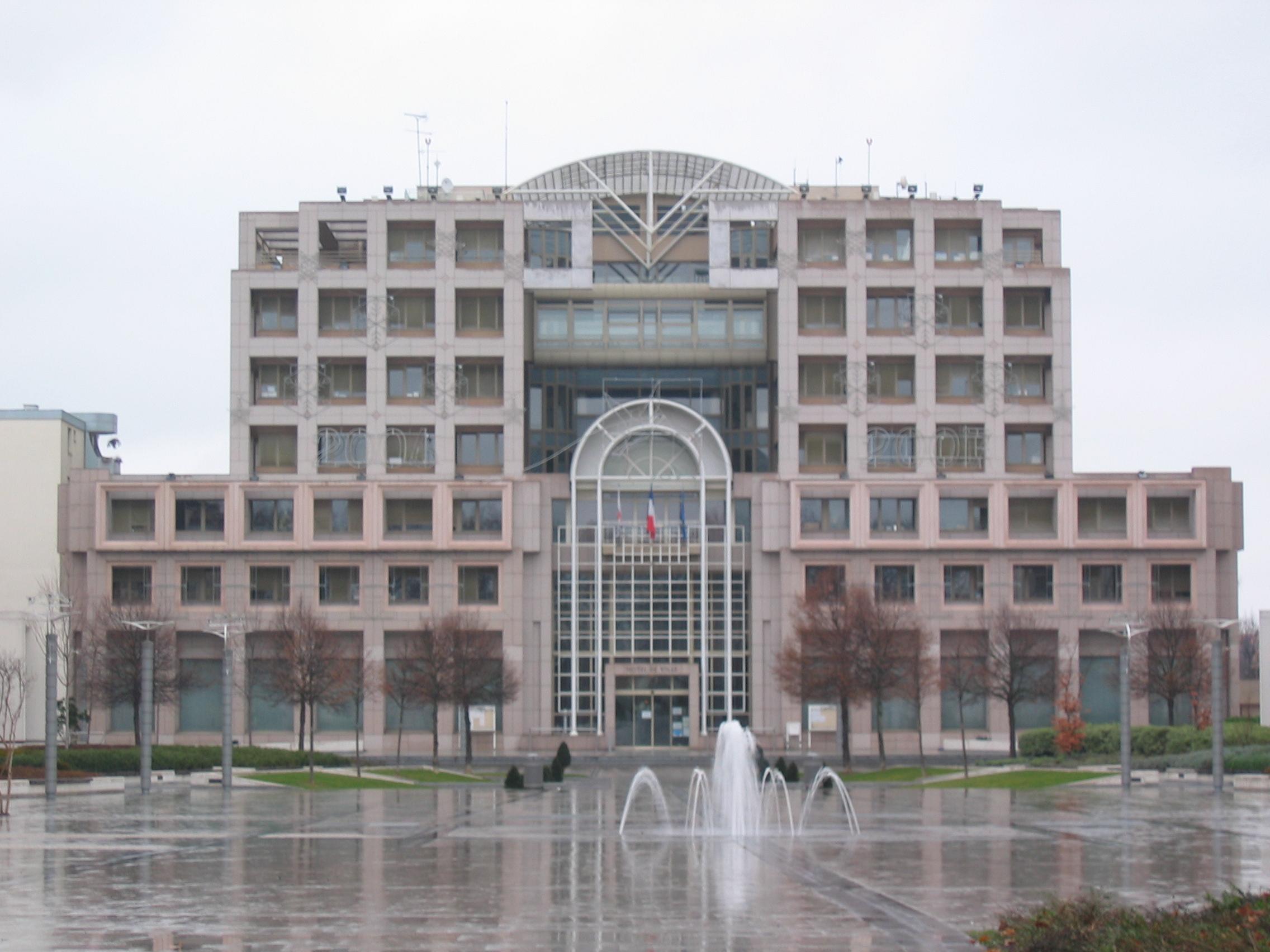
Prefeitura

## Transporte
Em 1971, se tornou a primeira região francesa a oferecer transporte público gratuito.

## Educação
Há nove pré-escolas públicas e seis escolas de ensino fundamental; quatro escolas públicas de ensino médio: Léon Blum, Victor Hugo, Jean Jaurès e Voltaire; e duas escolas públicas de segundo grau: Lycée Polyvalent International «Victor-Hugo» e Lycée des Métiers de l'électrotechnique, de la maintenance et Chaudronnerie Eugène-Montel. Em Colomiers se encontra a Escola Internacional de Toulouse [en] ou IST, a qual é administrada pelo Airbus, em preparação para o Bacharelado Internacional, e há uma escola alemã (Deutsche Schule Toulouse, DST). Há também escolas privadas.

## Esporte
O US Colomiersé um clube de futebol fundado em Colomiers, em 1932. Há um clube homônimo de rugby, fundado também aqui.